# HyperSnap-DX
HyperSnap — программа для «снятия» изображения с экрана монитора. Позволяет захватывать на выбор: окно целиком, без заголовка и рамок, отдельные элементы окна (кнопки, панели, меню и т. п.)), в том числе произвольной формы.
С версии 6.01.00 может захватывать текст с вебстраниц, диалоговых окон, и сохранять в редактируемом формате RTF с форматированием.
Возможно также получение скриншотов и захват текста с автопрокруткой.
Поддерживаются снимки с приложений в полноэкранном режиме (видеоплееры, игры DirectX, Direct3D, 3Dfx Voodoo).